# Phantom Stallion
Phantom Stallion è un film del 1954 diretto da Harry Keller.
È un western statunitense con Rex Allen.

## Produzione
Il film, diretto da Harry Keller su una sceneggiatura di Gerald Geraghty, fu prodotto da Rudy Ralston, come produttore associato, per la Republic Pictures e girato dal 30 settembre 1953. Il titolo di lavorazione fu Valley of the Wild Stallion.

## Distribuzione
Il film fu distribuito negli Stati Uniti dal 10 febbraio 1954 al cinema dalla Republic Pictures. È stato distribuito anche in Brasile con il titolo O Fantasma dos Prados.